# Joaquín Mendível
Joaquín Mendível Guerra (* 11. März 1919 in Ciego de Ávila; † 22. September 1997 in Miami) war ein kubanischer Pianist, Arrangeur, Komponist, Orchesterleiter und Musikpädagoge.
Mendível studierte bei Ángela Beltrán und Alberto Noriega und war am Conservatorio de Música de Camagüey Schüler des nicaraguanischen Pianisten Luis Aguirre. In Havanna setzte er seine Ausbildung bei Gustavo Quirós, Armando Romeu und Félix Guerrero fort. 1932 gründete er das Orchester Tiníma. Daneben arbeitete er mit den Orchestern Marquesado und Hermanos González. Im Jahr 1940 gründete er das Orquesta Joaquín.
In Havanna spielte er im Orchester des Cabarets Alí Bar, mit dem Benny Moré dort auftrat. Zudem war er Leiter und Pianist des Vokalquartetts Los Luceros de Mili, das im Salón Libertad des Hotel Nacional auftrat. Als erster Kubaner schrieb er Arrangements kubanischer Volksmusik für Jazzorchester. Für seine Komposition El son de Mendível (interpretiert von Magaly Tars) erhielt er den Ersten Preis beim Festival Benny Moré. Mendível unterrichtete als Professor Klavier, Solfège, Musiktheorie und -ästhetik an der Universidad Ignacio Agromante und an der Universidad Enrique José Varona.
Als Arrangeur arbeitete Mendível häufig für Benny Moré, dessen Orchester er auch bei Plattenaufnahmen leitete. Daneben arrangierte er für zahlreiche weitere kubanische Musiker wie Ñico Membiela, Nito Rojas, Lino Borges, Pio Leiva, Wilfredo Mendi, Orestes Macias, Bertha Pernas, Margarita García, Eliseo Martínez, Matías Tabío, Frank Hernández, Domingo Lugo, Miguel Ángel Ortiz, Harry Lewis, Caridad Hierrezuelo, Carlos del Valle, Xonia Aragón, Billy González, Barón Mejía, Leovi Garcia, Rita Gil, Tony Rodon, Manuel Licea, Caridad González, Roberto Sánchez, Mercedes Fernández, Roberto Jaramil, Carlos Embale, Nestor del Castillo, Candita Batista, Obdulia Breijo, Iluminada Zequeira und Blanca Rosa Gil.
Als Pianist oder mit seinem Orchester begleitete er neben vielen kubanischen Musikern  auch Libertad Lamarque aus Argentinien, Pedro Vargas, Jorge Negrete, Avelina Landin, Chucho Martínez Gil, Carlos Cuevas, Jorge Balán, Paquita la del Barrio und Marta Zeller aus Mexiko, Ernesto Bonino aus Italien, Estrellita Castro aus Spanien, José Bohr aus Argentinien, Gisela Guedes aus Venezuela, Taiguara da Silva aus Brasilien, Yolanda Montes aus den USA, Rosita Diaz aus Panama, Martha Guerrero aus der Dominikanischen Republik und andere.